# Abu al-Kasim Babur
Abu al-Kasim Babur (w formie perskiej Abol Ghasem Babor, ابوالقاسم بابر; ur. 7 lipca 1422, zm. 22 marca 1457 w Meszhedzie) – władca z dynastii Timurydów, panujący w Mazandaranie i Chorasanie w latach 1447–1457.

## Życiorys
Był najmłodszym synem Bajsunkura. Jego matką była konkubina o imieniu Gouhar-nasab. Według Chondemira za życia swojego dziadka Szahrucha (1405–1447) Babur nie cieszył się takim poważaniem jak jego przyrodni bracia, Ala ad-Daula (1447–1448) i Sultan Muhammad (1447–1452), i po śmierci swojego ojca musiał się zadowolić życiem za przyznane mu stypendium. Babur towarzyszył Szahruchowi w kampanii przeciwko jego zbuntowanemu bratu, Sultanowi Muhammadowi, podczas której jego dziadek zmarł 13 marca 1447 roku w Reju. Według niektórych źródeł po śmierci Szahrucha Babur i jego kuzyn Chalil Sultan mieli splądrować obóz i następnie opuścić armię i udać się w kierunku Chorasanu (według innych źródeł dzieła splądrowania obozu dokonali zwykli żołnierze). W Bastamie do Babura dotarła wiadomość od emira Hinduki z Astarabadu, który zapraszał go do objęcia władzy w regionie. To zaproszenie było prawdopodobnie wcześniej uzgodnione, zaś Astarabad stanowił niegdyś część dominium Bajsunkura, tak że mogło się wydawać, iż Babur po prostu obejmuje należną mu część schedy po swoim ojcu.
Po zainstalowaniu się w Mazandaranie Babur wyruszył przeciwko swojemu bratu Ala ad-Dauli, który w międzyczasie objął władzę w Heracie. Armie obu braci spotkały się w pobliżu Meszhedu, jednak ich emirowie nalegali by ci zawarli pokój, wskazując iż obu zagraża jedyny żyjący syn Szahrucha, panujący w Mawarannahrze Uług Beg (1409–1449), któremu mogą się przeciwstawić tylko zawierając sojusz. Babur i Ala ad-Daula zgodzili się zatem na granice w rejonie Chabuszanu i udali się do swoich stolic. Na wiosnę 1448 roku Uług Beg zaatakował Chorasan i pokonał Ala ad-Daulę, zajmując Herat, ten ostatni zaś uciekł do Babura. Kiedy Uług Beg wycofał się do Mawarannahru to Babur zaatakował Chorasan, z Ala ad-Daulą u swego boku, i w lutym 1449 roku zajął Herat, który w międzyczasie znalazł się pod krótkotrwałą okupacją turkmeńskiego księcia Jar Alego. Początkowo Babur przyznał Ala ad-Dauli sojurghal w Tun (dzis. Ferdous), obawiając się jednak jego popularności w Chorasanie wkrótce go uwięził. Kilka miesięcy później Ala ad-Dauli udało się uciec z więzienia i udał się on do panującego w Iraku Perskim, Farsie i Kermanie Sultana Muhammada.
W kwietniu/maju 1449 roku Babur uznał nominalną zwierzchność Sultana Muhammada, chcąc zabezpieczyć się przed atakiem z jego strony. Teraz jednak Sultan Muhammad podjął próbę bezpośredniego zajęcia Chorasanu, do czego prawdopodobnie zachęcali go Ala ad-Daula i babka wszystkich trzech braci, Gouharszad Agha. Wyruszył on na północny wschód jesienią 1449 roku i kiedy Babur odrzucił jego wezwanie podporządkowania się pokonał go nieopodal Dżamu 30 października 1449 roku, po czym zajął Herat. Podobnie jak Babur Sultan Muhammad obawiał się popularności Ala ad-Dauli w regionie i wysłał go jako swojego namiestnika do Kabulu. Tymczasem niekompetentne rządy głównego emira Sultana Muhammada, Hadżdżi Muhammada, sprawiły, iż niezadowolenie mieszkańców z nowych rządów zaczęło narastać. Na wiosnę 1450 roku Sultan Muhammad wyruszył przeciwko  Baburowi, który jednak pokonał jego straż przednią 16 maja 1450 roku, w bitwie w której zginął dowodzący nią Hadżdżi Muhammad. Kiedy Sultan Muhammad zaatakował go z resztą swojej armii Babur zarządził odwrót. Pomimo to Sultan Muhammad był niechętny ściganiu przeciwnika, szczególnie kiedy dowiedział się, iż wykorzystując jego nieobecność Ala ad-Daula zajął Herat. Kiedy dodatkowo ujawnił się spisek krewnych Gouharszad w jego armii zmierzający do wydania go jego przeciwnikom Sultan Muhammad opuścił swoje wojsko i z grupą zwolenników uciekł do Jazdu.
W sytuacji gdy zagrożenie ze strony Sultana Muhammada znikło Babur ponownie zaatakował Herat. Ala ad-Daula wycofał się do Balchu, pomimo tego Babur jednak musiał oblegać miasto i został do niego wpuszczony przez jego ludność, dopiero gdy przysiągł, że nie pozwoli na jej pokrzywdzenie. Już w roku 1451 Ala ad-Daula ponownie próbował zdobyć Herat, tym razem jednak jego starania poniosły całkowite fiasko, zaś Babur w odwecie zarządził oślepienie pojmanego brata. Zamiast pozostać w Heracie Babur udał się do Astarabadu, gdzie najwidoczniej znajdował się jego dwór. Pomimo tego że wydaje się, iż Babur był gotów rządzić w jego imieniu Sultan Muhammad jeszcze raz wyruszył przeciwko niemu, jednak 9 stycznia 1452 roku został pokonany w bitwie nieopodal Astarabadu. Według Daulatszaha jego emirowie przyrzekli mu lojalność przed bitwą jednak większość przeszła na stronę Babura w jej trakcie. Sultan Muhammad dostał się do niewoli swojego brata, który zdecydował o jego śmierci. Niedługo potem Ala ad-Daula ponownie próbował zdobyć Herat, by następnie po kolejnym niepowodzeniu uciec do władcy Kara Kojunlu Dżahanszaha (1438–1467).  
To właśnie Dżahanszah stał się teraz głównym przeciwnikiem Babura. Babur poinformował władcę Kara Kojunlu o swoim zwycięstwie nad bratem w liście opatrzonym królewską pieczęcią (mohr-e humajun), zamiast wydać adresowany do niego dekret (farman), zawierający żądanie trybutu (badż) i podatków (charadż) z Azerbejdżanu, oraz przypomnienie o obowiązku umieszczenia jego imienia na monetach oraz wymieniania go w chutbie. Tym samym zdawał się rezygnować ze zwierzchności nad Kara Kojunlu, co Dżahanszah miał odebrać jako oznakę słabości. Po zabiciu Sultana Muhammada Babur zmierzał do opanowania niegdyś należących do niego terytoriów, jednak były one zagrożone najazdem Turkmenów. Początkowo Baburowi udało się zająć Jazd i Sziraz oraz uzyskać uznanie swojej władzy w Kermanie. Zniechęceni twardymi rządami jego namiestników mieszkańcy Sawe i Komu poddali się Kara Kojunlu, chociaż Kom przez pewien czas stawiał opór. Babur chciał przybyć z odsieczą dla Komu jednak mieszkańcy Isfahanu nie wpuścili go do miasta i czekali na przybycie Turkmenów. W trakcie całej tej kampanii Babur był zmuszony do bezlitosnych rekwizycji w celu zaopatrzenia swojego wojska, co dodatkowo sprawiało, że mieszkańcy zachodniego Iranu odwracali się od niego. W związku z dotychczasowymi niepowodzeniami udał się on do Chorasanu, pozostawiając jako swojego namiestnika w Jazdzie prawnuka Timura Chalila Sultana. Ten najpierw wymusił na mieszkańcach Jazdu ogromną sumę w podatkach, następnie zaś wyruszył na podbój Farsu. Namiestnik Babura uciekł z Szirazu i Chalil Sultan wkroczył do miasta we wrześniu 1452 roku. W obliczu nadciągających Kara Kojunlu Chalil Sultan uciekł jednak wkrótce do Kermanu, zaś ostatecznym rezultatem jego działań było to, że zniechęceni do Timurydów mieszkańcy Jazdu i Szirazu poddali się Turkmenom bez walki.
Wiosną 1454 roku rządzący w Mawarannahrze Abu Sa’id (1451–1469) przekroczył Dżejhun i zajął Balch. W odpowiedzi na ten atak Babur dokonał inwazji Mawarannahru i w październiku/listopadzie 1454 roku oblegał Samarkandę. Miasto jednak obroniło się, głównie dzięki postawie szejcha tarikatu nakszbandijja Chodży Ahrara, i ostatecznie Abu Sa’id i Babur zawarli pokój potwierdzający granicę na rzece Dżejhun. Stosunki pomiędzy oboma władcami miały odtąd aż do śmierci Babura pozostawać serdeczne. Po tym jak wyzdrowiał po poważnej chorobie na początku 1455 roku Babur zdecydował się udać na pielgrzymkę do Meszhedu, dokąd dotarł w październiku 1456 roku. Spędził tam zimę i zmarł 22 marca 1457 roku, prawdopodobnie w wyniku otrucia. Został pochowany w Meszhedzie w pobliżu grobu Imama Rezy.
Według Chondemira Babur miał być osobą skromną i bezpretensjonalną, o przyjemnym usposobieniu. Podobnie jak inni Timurydzi Babur był patronem sztuk, a także bibliofilem. Sam pisał wiersze (których fragmenty zachowały się do dzisiaj) i miał interesować się sufizmem, w tym studiować klasyczne sufickie teksty. Jego następcą został jego 11-letni syn, Szah Mahmud (1457).